# Toplița (okręg Ardżesz)
Toplița – wieś w Rumunii, w okręgu Ardżesz, w gminie Mălureni. W 2011 roku liczyła 807 mieszkańców.